# Ян Тімман
Ян Хендрік Тімман (нід. Jan Hendrik Timman; нар. 14 грудня 1951, Амстердам) — нідерландський шахіст, гросмейстер (1974). Дев'ятиразовий чемпіон Нідерландів (1974, 1975, 1976, 1978, 1980, 1981, 1983, 1987 і 1996), один з найсильніших західних шахістів у середині 1980-х років. Головний редактор журналу «New In Chess» (з 1984 року).
З ранніх років Тімман показував схильність до математики і рано зумів досягти успіху в шахах. Його батько, математик Райнір Тімман, всіляко заохочував захоплення шахами, і у віці 12 років Тімман виграв чемпіонат Нідерландів серед юнаків. Вже тоді Ян відрізнявся особливим стратегічним чуттям і любов'ю до аналізу. У віці 15 років (1967) Тімман посів третє місце на Чемпіонаті світу серед юнаків у Єрусалимі. Після закінчення школи Тімман вступив на математичний факультет Делфтського університету, де був професором його батько. Але, зрозумівши, що математика йому нудна, він залишив навчання й присвятив життя шахам.
1971 року виконав норму міжнародного майстра, а через три роки став гросмейстером і був названий в Нідерландах другим за значущістю шахістом після Макса Ейве.
У 1970—1980-х роках Тімман входив до числа найкращих гросмейстерів світу, поряд з такими шахістами як Карпов, Корчний, Спаський та ін. Він продовжував перебувати у світовій еліті навіть після «коронації» Гаррі Каспарова. Серед найважливіших перемог Тіммана — головні призи на турнірах в Амстердамі (1973, 1981, 1983), Вейк-ан-Зеє (1985), Лінаресі (1988), Лондоні (1973), в Роттердамі на Кубку світу (1989). Він 9 разів вигравав чемпіонат Нідерландів — навіть Макс Ейве вигравав лише 8 разів. 1993 року після скандального рішення Каспарова та Шорта відокремитись від ФІДЕ, Тімман, який раніше програв був у тому претендентському циклі Шорту, отримав право зіграти матч за звання чемпіона світу проти Карпова, але програв.
Ян Тімман грав за збірну Нідерландів на 13 Всесвітніх шахових Олімпіадах — від 1972 до 2004 року. 1976 року він привів свою національну команду до срібних медалей, разом з тим вигравши турнір на 1-й дошці. У XXI столітті Тімман продовжив активну участь у шахових змаганнях. У 2004 році він зіграв у Рейк'явіку та Амстердамі, наступного року — в Гетеборзі, а ще через рік брав участь у матчах у Швеції та Лондоні. Також Ян Тімман відомий як шаховий композитор, за своє життя він склав більш ніж 50 етюдів.
За всю свою кар'єру Ян провів 3448 партій і набрав 62 % очок білими фігурами і 51 % чорними. Тімман завжди відрізнявся цікавим, оригінальним стилем гри.
Також займається шаховою композицією.

## Найкращі партії
- Тімман — Адамс [Архівовано 24 грудня 2014 у Wayback Machine.] (рос.)
- Юсупов — Тімман [Архівовано 24 грудня 2014 у Wayback Machine.] (рос.)
- Шорт — Тімман [Архівовано 24 грудня 2014 у Wayback Machine.] (рос.)

## Книги
- Тимман Я. Шахматы. Уроки стратегии. — Русский шахматный дом, 2011. — 264 с. — ISBN 978-5-94693-096-3.

## Зміни рейтингу
| На цьому місці має відображатися графік чи діаграма, однак з технічних причин його відображення наразі вимкнено. Будь ласка, не видаляйте код, який викликає це повідомлення. Розробники вже працюють для того, щоби відновити штатне функціонування цього графіка або діаграми. | |
| | На цьому місці має відображатися графік чи діаграма, однак з технічних причин його відображення наразі вимкнено. Будь ласка, не видаляйте код, який викликає це повідомлення. Розробники вже працюють для того, щоби відновити штатне функціонування цього графіка або діаграми. |